# Terry Saldaña
Terry Saldaña (Manila, 17 de noviembre de 1958-1 de febrero de 2023) fue un baloncestista filipino que jugaba en las posiciones de ala-pívot y pívot.

## Carrera

### Equipos
| Periodo   | Club                           |
| --------- | ------------------------------ |
| 1982–1983 | Toyota Super Corollas          |
| 1983–1987 | Gilbeys Gin/Ginebra San Miguel |
| 1988      | Alaska Air Force               |
| 1990–1993 | Pop Cola/Diet Sarsi/Swift      |
| 1994–1996 | Shell Rimula X/Formula Shell   |
| 1997–1998 | Gordon's Gin Boars             |
| 1999      | Batangas Blades                |
| 2000      | Batang Red Bull Energizers     |

## Logros

### Club
- Campeonato Nacional de Filipinas: 5

1982, 1986, 1992, 1993, 1997

### Individual
- Jugador filipino revelación en 1983.

## Muerte
Saldaña murió el 1 de febrero de 2023 a causa de una nefropatía a los 64 años.